# Établissement spécialisé de la francophonie pour l'administration et le management
ESFAM - l'École de Management de la Francophonie, anciennement dénommé Institut de la francophonie pour l’administration et la gestion (IFAG), est l'un des trois instituts de l'Agence universitaire de la francophonie. C'est une institution d'enseignement supérieure en économie et gestion, un pôle francophone à vocation internationale, créé en 1996. Il est situé à Sofia, Bulgarie en étant ouvert à tous les jeunes francophones de la région de l'Europe centrale et orientale et d'autres régions de l'espace francophone. L'ESFAM dispense des formations universitaires de Master en gestion des organisations.
Sa mission est de former de futurs gestionnaires, entrepreneurs et cadres des organisations publiques et privées, afin de contribuer prioritairement au développement des pays de la région (Albanie, Arménie, Azerbaïdjan, Biélorussie, Bosnie-Herzégovine, Bulgarie, Croatie, Estonie, Géorgie, Grèce, Hongrie, Lettonie, Lituanie, Kazakhstan, Kirghizistan, Kosovo, Macédoine du Nord, Monténégro, Moldavie, Ouzbékistan, Pologne, Roumanie, Russie, Serbie, Slovaquie, Slovénie, Tadjikistan, Tchéquie, Turkménistan, Turquie, Ukraine).
La particularité de l'ESFAM est que les formations qui y sont dispensées sont accréditées par des universités françaises et belges. Les étudiants ont donc le statut d'étudiant bulgare mais sont aussi étudiants de l'université qui délivre le diplôme. 
Les masters actuellement proposés sont :
- Management et administration des entreprises, parcours Double compétence (Université de Nantes)
- Management de l'innovation durable et de la digitalisation (Université de Liège)
- Tourisme, parcours international Management des entreprises et des destinations touristiques (Université de Corse)
- Supply Chain Management (Université Paris 2 - Panthéon Assas)
- Transports internationaux, parcours Europe centrale et orientale (Université Paris 1 - Panthéon Sorbonne)

La formation pour ces masters dure un an et il faut justifier de 4 années d'études universitaires pour y postuler. Le corps professoral comprend pour partie des membres de l'université qui délivre le diplôme et pour partie des universitaires et des professionnels, issus du réseau de l'AUF. En 2021-2022, interviennent 86 experts, dont 52 enseignants-chercheurs en poste dans 26 universités européennes.
L'ESFAM propose aussi des formations certifiantes à destination des professionnels, en cours du soir et qui peuvent être suivie à distance. 
L'ESFAM a ouvert un Centre d'Employabilité Francophone, destiné à renforcer les liens entre le monde académique et les professionnels, et à travailler à l'insertion professionnelle des étudiants et maintient un Club étudiants qui est très actif.  